# 구개수 방출 마찰음
구개수 방출 마찰음(口蓋垂放出摩擦音)은 자음의 하나로, 목젖에서 조음하는 방출마찰음이다. IPA 기호는 χʼ이다.
듣기: